# Asociación Internacional de Museos de las Mujeres

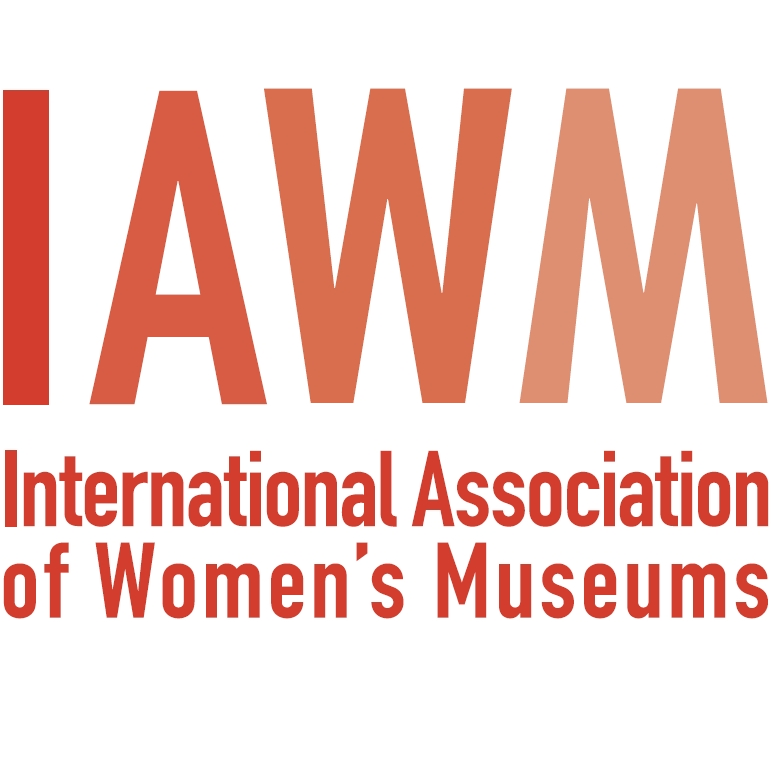
IAWM

La Asociación Internacional de Museos de las Mujeres (International Association of Women’s Museums, IAWM) fue fundada en Alice Springs, Australia, en 2012 con la meta de enlazar a los museos de las mujeres en todo el mundo. La IAWM surgió de la Red de Museos de la Mujer fundada en Merano, Italia, en 2008.
Su oficina fundadora se ubica en Bonn (Alemania), y su oficina administrativa en Merano (Italia).
La IAWM es dirigida por seis miembros del Consejo, residentes en diferentes continentes. Mona Holm, de Noruega, preside actualmente el Consejo y Astrid Schönweger, de Italia, coordina la red.

## Metas
La meta de la IAWM es promover la visibilidad de los museos de la mujer,  la cooperación global, el apoyo mutuo y su reconocimiento internacional en el mundo de los museos. Los museos de la mujer y de género abogan por la defensa de los derechos de las mujeres y por una sociedad democrática con equidad de género.
La asociación funciona como una red de mediación entre los museos de la mujer y sus iniciativas. Monitorea las actividades de dichos museos y sus iniciativas en todo el mundo.

## Actividades de IAWM
Con el fin de alcanzar sus metas la IAWM:
- La asociación ofrece información sobre sus propias actividades y las de los diferentes museos de la mujer en todo el mundo, así como sobre temas de género relevantes, a través de su sitio web, Facebook y Twitter.
- Organiza congresos internacionales.
- Conecta entre sí a museos de la mujer para la cooperación y generación de proyectos colectivos, tales como: el proyecto de la UE She Culture;
- Promueve el intercambio con otras redes.

## Historia de los museos de la mujer
Hoy en día existen museos de las mujeres en todos los continentes; la mayoría se han originado de forma independiente unos de otros. Los museos de las mujeres en EE. UU. y en Europa tienen su origen en la segunda ola del feminismo y su nueva comprensión de la historia con enfoque de género. Entre los primeros museos de mujeres se encuentran el Museo de las Mujeres de Bonn, creado en 1981 y el Museo Nacional de Mujeres Artistas en Washington que abrió las puertas en 1987. Los museos de otros continentes tienen también sus raíces en el feminismo moderno con el objetivo de ofrecer una visión integral de la historia, la cultura y el arte femenino al público interesado.
Los museos de las mujeres son importantes para el empoderamiento de las mujeres, así como para la educación de la sociedad en general. Ofrecen adiestramiento para alcanzar el desarrollo de acciones independientes, y brindan herramientas para superar la discriminación.

## Historia de la IAWM
La IAWM surgió de la Red de Museos de la Mujer fundada en Merano, Italia, en 2008. Los Museos de las Mujeres en Merano y Senegal organizaron el primer congreso, donde 25 museos de la mujer de los cinco continentes unieron. La premio Nobel de la Paz (2003) Shirin Ebadi, distinguida abogada iraní, fue invitada a asumir el papel de la madrina del congreso y, posteriormente, se convirtió en la madrina permanente de la red. Ella dijo: "¡Las mujeres escriben la historia del mundo! ¡Debe haber un Museo de la Mujer en cada uno de los países del mundo!" Esta cita se convirtió en el lema de la red.
Finalmente se fundó la asociación en el 4.º Congreso Internacional de Museos de la Mujer en Alice Springs, Australia en 2012.
Desde entonces, los congresos internacionales se llevan a cabo cada cuatro años, y se organizan congresos continentales en los períodos  intermedios.

## Conferencias de la Red de Museos de la Mujer e IAWM
Junio de 2008: 1.º  Congreso Internacional de Museos de la Mujer en Merano, Italia.
Julio de 2009: 2.º Congreso Internacional en Bonn, Alemania.
Mayo 2010: 3.º Congreso Internacional en Buenos Aires, Argentina.
Octubre 2011: 1.º Congreso Europeo en Berlín, Alemania.
Mayo 2012: 4.º Congreso Internacional en Alice Springs, Australia.
Octubre de 2013: 2.º Congreso Europeo en Berlín, Alemania.
Noviembre de 2014: 3.º Congreso Europeo en Bonn, Alemania.
Próximos congresos:
Noviembre de 2016: 5.º Congreso Internacional, Ciudad de México, México.
2018: 4.º Congreso Europeo y el 1.º Congreso de Europa y Asia, Estambul, Turquía.
2020: 6.º Congreso Internacional, Hittisau, Austria.